# Паранормальні явища

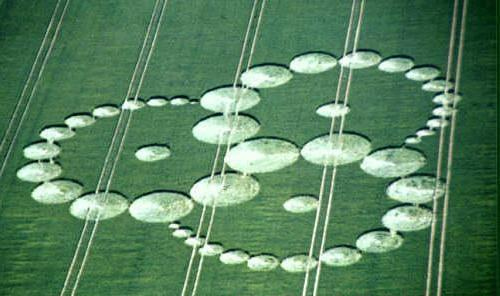
Кола на полі

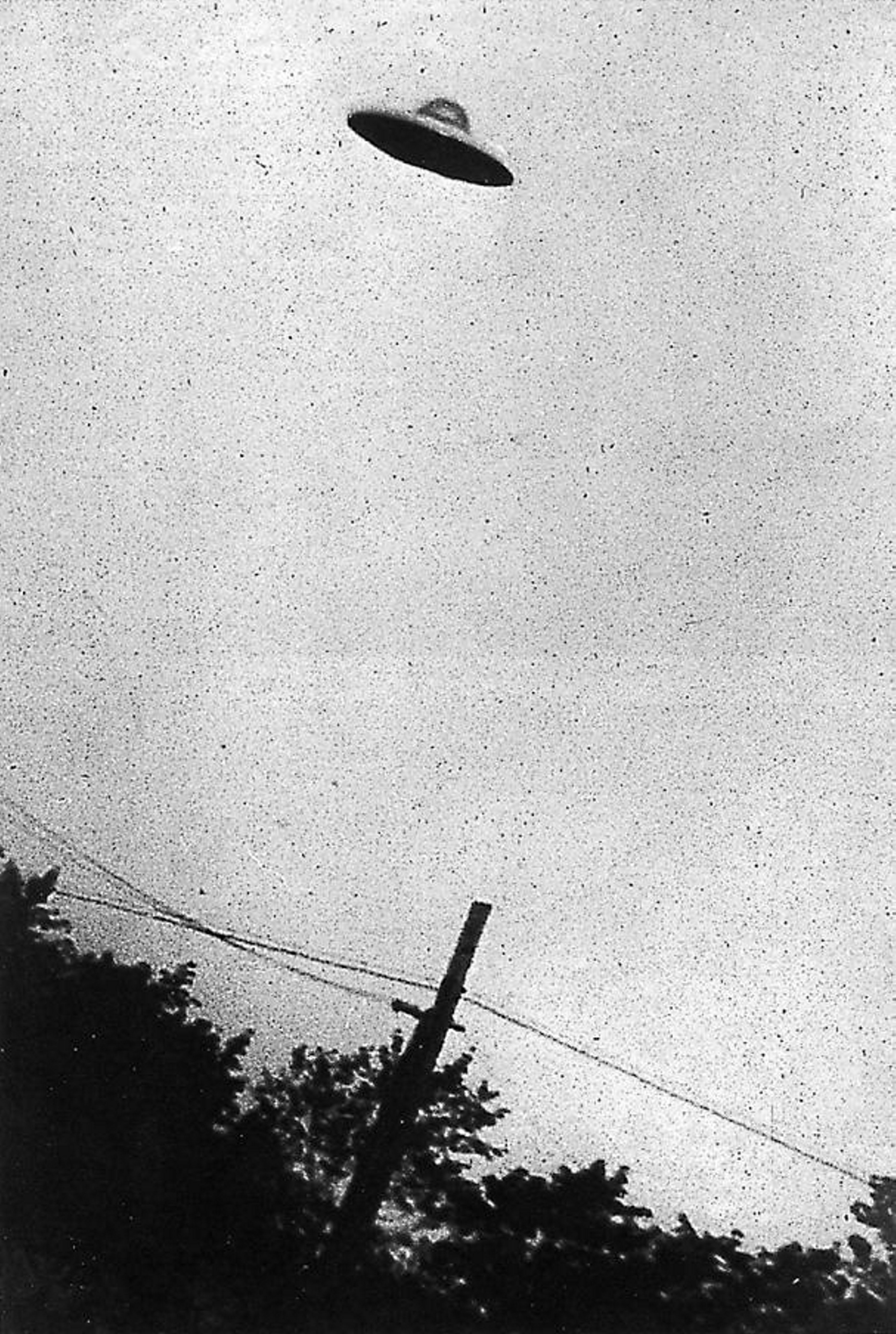
НЛО над Нью-Джерсі, 1952 р.

Паранорма́льні я́вища (англ. paranormal events) — явища, описані в популярній культурі, фольклорі та інших ненаукових галузях знань, існування яких у цих контекстах описується як таке, що виходить за межі стандартного наукового розуміння. До поширених паранормальних вірувань належать спіритизм, криптозоологія, уфологія, існування екстрасенсорних здібностей (наприклад, телепатії) та привидів.
Припущення щодо паранормальних явищ відрізняються від наукових гіпотез чи спекуляцій, екстрапольованих з наукових доказів, оскільки наукові ідеї ґрунтуються на емпіричних спостереженнях та експериментальних даних, отриманих шляхом наукового методу. На противагу цьому, ті, хто доводить існування паранормальних явищ, ґрунтують свої аргументи не на емпіричних доказах, а на анекдотичних свідченнях і чутках. Стандартні наукові моделі пояснюють, що те, що здається паранормальними явищами, зазвичай є хибною інтерпретацією, нерозумінням або аномальною варіацією природних явищ.

## Дослідники паранормального
У 1922 р. Scientific American пропонував дві винагороди в $2500:
- за першу справжню фотографію привида, зроблену в умовах випробування;
- за перший продемонстрований випадок «видимих психічних проявів».

Гаррі Гудіні був членом комісії з розслідування. Першим медіумом для тестування став Джордж Валентайн, який стверджував, що в його присутності духи будуть говорити через труби, які плавали навколо темної кімнати. Для тесту Валентайна поміщено в кімнату, вогні погашені, але непомітно для нього стілець був сфальшований таким чином, що він запалював сигнал в сусідній кімнаті, якщо він не покидав свого місця. Оскільки світлові сигнали припинилися, Валентайн не отримав нагороду. Останній розглянутим випадком Scientific American була Міна Крандон в 1924 р.
З того часу багато окремих осіб та груп пропонували схожі грошові нагороди за доказ паранормальних явищ в умовах, які були під контролем стороннього спостерігача. Ці призи складали загальну суму понад $2,4 млн.
Освітній Фонд Джеймса Ренді пропонує приз в мільйон доларів, якщо людина, яка зможе довести, що у них є надприродні чи паранормальні здібності при відповідних умовах випробування. Наскільки відомо, тих, хто пройшов такий тест, немає. Кілька інших груп скептиків також пропонують велику премію за доказ паранормальних явищ, в тому числі найбільша група дослідників паранормального, Незалежна група дослідження, яке має відділення в Голлівуді, Атланті, Денвері, Вашингтоні, окрузі Колумбія, Альберті, Британській Колумбії та Сан-Франциско.

### Екстрасенсорика
- Wiseman, Richard; Watt, Caroline (2006-08). Belief in psychic ability and the misattribution hypothesis: A qualitative review. British Journal of Psychology (англ.). 97 (3): 323—338. doi:10.1348/000712605X72523. ISSN 0007-1269.
- Wiseman, R.; Morris, R. (1995). Guidelines for Testing Psychic Claimants (англ.). Hertfordshire, UK: University of Hertfordshire Press.
- Alcock, J. (1981). Parapsychology: Science or Magic? (англ.). Oxford: Pergammon Press.

### Суб'єктивний досвід/Позатілесний досвід
- Blackmore, S. (1988). Visions from the dying brain (PDF). The New Scientist (англ.): 43−45.
- Neher, A. (1990). The Psychology of Transcendence (англ.). New York: Dover Publications.

### НЛО
- Sagan, C.; Page, T. (1972). UFO's: A Scientific Debate (англ.). New York: W. W. Norton.
- Condon, E.; Gillmor, D. (1969). Scientific study of unidentified flying objects (англ.). New York: Bantam Books.